# Пурин, Алексей Арнольдович
Алексе́й Арно́льдович Пу́рин (род. 2 июля 1955, Ленинград) — российский поэт, эссеист и переводчик, редактор, инженер-химик.

## Биография
Окончил Ленинградский технологический институт, инженер-химик. В 1982—1984 гг. в качестве младшего офицера служил в армии на границе с Финляндией. С 1989 г. заведует отделом поэзии, а с 2002 г. также и отделом критики петербургского журнала «Звезда».

## Творческий путь
Входил в поэтическое объединение, сложившееся в 1970-е гг. вокруг Александра Кушнера, которое противопоставляло себя как официальной литературе, так и процветавшему тогда «самиздатскому» андеграунду. Эстетические принципы этой группы, ориентированной на «будничное слово» Иннокентия Анненского и мандельштамовскую «тоску по мировой культуре», отразились в первой книге Пурина «Лыжня» (колл. сб. «Дебют». Л.: Советский писатель, 1987), где, по словам рецензента, «образы действительности преломляются через призму культуры — накопленную память, духовную преемственность, расширяющую содержательную вместимость каждого образа» (Галина Гампер, «Нева», 1988, № 11). Стихи этого периода (1973—1988) собраны в книге «Архаика» (СПб.: Звезда, 1998), стилистика которой в представлении критики выглядит так: «Ландшафт изрезан, разворочен, вздыблен не находящими собственных мест вещами. Обломки некогда целостного архаического космоса на поверхности соседствуют с предметами Нового времени, а эти, последние — с приметами настоящего. Оторванные от оснований, лишённые корней вещи вступают между собой в странную симбиотическую связь…» (Сергей Трунев, «Волга», 1999, № 7). Книга «Архаика» удостоена литературной премии «Честь и свобода» Санкт-Петербургского отделения Русского ПЕН-центра за 1999 г.
Фонетическая и смысловая плотность характерна и для следующих книг Пурина: «Евразия и другие стихотворения Алексея Пурина» (СПб.: Пушкинский фонд, 1995), «Созвездие Рыб» (СПб.-М.: Феникс-Atheneum, 1996), «Сентиментальное путешествие» (Райнер Мария Рильке. Сонеты к Орфею / Алексей Пурин. Сентиментальное путешествие. СПб.: Звезда, 2000), собранных в 2002 г. под одной обложкой в книге «Новые стихотворения» (СПб.: Звезда; книга удостоена Санкт-Петербургской литературной премии «Северная Пальмира» за 2002 г.) — и для последних по времени книг: «Неразгаданный рай» (СПб.: Звезда, 2004), «Почтовый голубь» (Париж — СПб.: Голубой айсберг, 2005) и «Долина царей» (СПб.: Звезда, 2010).
В 2005 г. вышла в свет первая часть «Сочинений Алексея Пурина» («Архаика. Евразия» (СПб.: Звезда)), в 2006-м — вторая («Новые стихотворения. Райнер Мария Рильке. Сонеты к Орфею» (там же)).

### «Евразия»
Внимание критики привлёк большой цикл «Евразия» (1983—1985, 1991, 1998) — лирическое исследование армейской жизни, который начинается реминисценциями из стихотворения «Снигирь» Гавриила Державина, написанного на смерть Суворова. «Пуринский „Снигирь“ начинает прыгать там, где отпрыгал своё державинский» (Кирилл Кобрин, «Октябрь», 1996, № 7). «„Евразия“ зиждется на стилистическом (высокое и низкое), этнографическом (Север, Карелия — место службы и солдаты-среднеазиаты), энергетическом (внешний порядок, якобы дисциплина — и внутренний хаос, раздор, разврат) столкновении. Так об армии в русской поэзии XX в. никто не писал» (Татьяна Бек, «Новый мир», 1995, № 12). «Густая прозаическая плоть стихотворений напоминает скорее даже о случайном Маркесе с его латиноамериканским эротическим бытийным письмом, чем о возможных русских источниках» (Александр Шаталов, «Знамя», 1996, № 1).

### «Созвездие Рыб»
Книга «Созвездие Рыб» — в основном о любви. «…Эрос, тяжело плещущийся в этих стихах, — трагический; отчаянье, звучащее в них, кажется неподдельным — это оно, безумствуя и задыхаясь, ставит рядом Пизанелло и Пазолини, Мцыри и Марсия… Ах как ярко горело бы „Созвездие Рыб“ на каком-нибудь средневековом костре вместе со своим автором, столько в нём кощунств. Но суть их — не в оскорблении читательской невинности, а в мучительном прозревании любви небесной — сквозь земную» (Татьяна Вольтская, «Невское время», 6 февраля 1998). Один из обозревателей назвал «Созвездие Рыб» книгой «неестественного либо сверхъестественного блеска» (Самуил Лурье, «Невское время», 25 октября 1996).

### Поэтика
«Все стихи Алексея Пурина, в сущности, об одном — о полыхании страсти, о загадке великого соблазна жизни и её же великой тщете. <…> Боюсь, для многих внешний эротизм книги Пурина заслонит её главную тему — тему трагического умирания языка, то есть культуры, то есть всего, что есть в человеке человеческого» (Алексей Машевский, «Новый мир», 2002, № 6). «Алексей Пурин — поэт узнаваемый. Он видит окружающее в особом ракурсе. И поэтика его индивидуально окрашена. Прежде всего стихам Пурина свойственно лексическое своеобразие. Сплав прозаических слов и терминов с извлечениями из интеллектуально-элитарного словаря и словаря архаизмов создаёт не просто мгновенную зарисовку, но жёстко фиксированное настроение. <…> …стихи его всегда современны, хотя он охотно прибегает к реминисценциям из античных и старинных западноевропейских источников, не говоря уже об отечественной классике» (Иосиф Нелин, «Октябрь», 2003, № 6).
О последних по времени книгах Пурина наблюдатели высказываются следующим образом: «…экзистенциальная печаль, заслонявшаяся ранее трагическим, если так можно выразиться, восторгом, проступает в „Неразгаданном рае“ по сравнению с предыдущими книгами куда отчётливее. Да и весь тон этой книги, весь строй пуринских текстов стал заметно жёстче» (Владислав Дегтярев, «Новый мир», 2004, № 11); «С первой книги его отличала внятность высказывания, полностью сохранившаяся и в стихах „Долины царей“. Только стихи эти стали прозрачнее, а смысл их сделался более универсальным, более близким читателю» (Андрей Пермяков, «Арион», 2011, № 2); «Читающий „Долину царей“ помещается поэтом в ту единственную точку, откуда только и можно начать новый отсчёт жизни и надежды. Лишь дойдя до точки отчаянья, до предела, за которым не видно ничего человеческого, мы можем обрести новый импульс веры» ( Александр Вергелис , сайт FolioVerso).

## Апокрифы Феогнида
Пурин значится публикатором «Апокрифов Феогнида», приписанных перу Н. Л. Уперса (полный текст — Труды Феогнида. СПб.: Urbi, 1996; Н. Л. Уперс. Апокрифы Феогнида. Несобранное. СПб.: Звезда, 2007; избранные октавы — Н. Л. Уперс. Апокрифы Феогнида. СПб.: Пушкинский фонд, 2005). Это 168 псевдоантичных восьмистиший о любви к мальчику Кирну — «целый роман в восьмистишиях, стихотворная „Лолита“. Помимо чудесно претворённой в пластике языка эротики, эти стихи наполнены культурными ассоциациями, игрой и юмором, они виртуозны и неожиданны» (Елена Ушакова, «Вопросы литературы», 1994, № 4). «Этому диковинному Уперсу — поддадимся мистификации — удалось решить сложнейшую задачу: совместить бурную эротику с высокой поэзией» (Владимир Соболь, «Вечерний Петербург», 19 марта 1996). «Русская поэтика как бы устраивает перед нами парад своей эстетической и стилистической эволюции: от Державина и Пушкина до Кушнера и Бродского. А явные и скрытые реминисценции делают „Апокрифы Феогнида“ похожими на своего рода попурри из достижений российской лирики последних столетий» (Алексей Алов, «Знамя», 1998, № 7).
Биография Уперса в предисловии, написанном Париным:

Николай Леонардович Уперс (23 июля 1950, Потсдам – 15 апреля 1993, Гамбург) – поэт и прозаик. До эмиграции в Германию (в 1991 г.) жил в Москве. При жизни автора вышли в свет два небольших сборника его стихов – «С черного хода» (М., 1987) и «Оды Горной Швейцарии» (М., 1991) и прозаическая дилогия «Далмацийский Кюстин» (Кёльн – Франкфурт-на-Майне, 1985) и «Констанция Юстиниана» (Ганновер, 1992), повествующая о похождениях «торгпредского щелкопера» Костеньки Юстина. Книги эти изданы микроскопическими тиражами и практически ненаходимы. Из подгтовленного мною, душеприказчиком Н. Л. Уперса, посмертных публикаций его сочинений стоит отметить «Апокрифы Феогнида» – цикл из 168 псевдоантичных октав, написанных от имени древнегреческого поэта Феогнида Мегарского и обращенных к юноше Кирну, и незаконченную поэму «Второе рождение» (Urbi. Вып. 24. СПб., 2000). Публикуемые ниже «Адриатические сонеты» тематически связаны с сюжетом уперсовской прозаической дилогии и писались, по-видимому, в качестве приложения.

## Эссеистика
Эссеистика Пурина, посвящённая в основном творчеству русских поэтов XX в. и проблемам современной поэзии, собрана в книгах «Воспоминания о Евтерпе» (СПб.: Звезда, 1996), «Утраченные аллюзии» (СПб.: Звезда, 2001) и «Листья, цвет и ветка» (СПб.: Звезда, 2010). Эссеисту, по мнению критики, во многих из этих работ «удаётся подняться до художественного уровня исследуемого им писателя» (Инна Лиснянская, «Литературная газета», 28 декабря 1994).
«Атмосфера последней серьёзности окружает эту книгу, несмотря на всю лёгкость и игровые моменты. Неслучайный читатель Пурина, конечно, заметит, сколь не похожа манера его письма на распространившийся, как корь, говорок критиков-журналистов» (Елена Невзглядова, «Новый мир», 1997, № 10). «Отличие „Воспоминаний о Евтерпе“ от традиционного романа лишь в том, что в качестве героев здесь появляются — Поэзия, эстетические категории Прекрасного и Безобразного, Подлинного и Мнимого» (Алексей Алов, «Октябрь», 1998, № 4). Книга «Воспоминания о Евтерпе» удостоена Санкт-Петербургской литературной премии «Северная Пальмира» за 1996 г.

## Переводы на другие языки
Произведения Пурина печатались в переводах на английский, голландский, итальянский, литовский, немецкий, польский, румынский, украинский, французский и чешский, в том числе в представительных антологиях: «Spiegel van de Russische poёzie van de twaalfde eeuw tot heden» (Amsterdam, 2000; 400 p.), «Crossing Centuries: the New Generation in Russian Poetry» (New Jersey, 2000; 528 p.), «Nur Sterne des Alls / Там звезды одне» (Köln/Frankfurt am Main, 2002; 360 S.) и «Leb wohl lila Sommer: Gedichte aus Russland» (Heidelberg, 2004; 200 S.). В 2001 г. в Дордрехте (Голландия) вышла в свет двуязычная книга его стихов «De goudvink/Снигирь» (переводы на голландский выполнены Хансом Боландом).

## Литературные премии
- Литературная премия «Северная Пальмира». Номинация «Критика и публицистика». За книгу «Воспоминания о Евтерпе» (1997)
- Премия «Честь и свобода» Санкт-Петербургского отделения Русского ПЕН-центра. Номинация «Поэзия». За книгу «Архаика» (1999)
- Литературная премия «Северная Пальмира». Номинация «Поэзия». За книгу «Новые стихотворения» (2002)
- Премия журнала «Нева» (2014)
- Премия журнала «Новый мир» (2014)
- Премия журнала «Дети Ра» (2015)

### Стихотворения и переводы

#### Стихотворения

##### Книги
1. Лыжня [первая книга стихов] / Дебют [сборник]. Л.: «Советский писатель», 1987.

2. Евразия и другие стихотворения Алексея Пурина. СПб.: «Пушкинский фонд», 1995.

3. Апокрифы Феогнида / Urbi, выпуск 7 («Труды Феогнида»). СПб.: «Атос», 1996.

4. Созвездие Рыб. М.-СПб.: «Atheneum-Феникс», 1996.

5. Архаика: Книга стихов. СПб.: «Звезда», 1998.

6. Сентиментальное путешествие / Райнер Мария Рильке. Сонеты к Орфею. Перевод с немецкого и примеч. Алексея Пурина. СПб.: «Звезда», 2000.

7. Alexej Poerin. De goudvink: Gedichten. Vertaald door Hans Boland / Алексей Пурин. Снигирь [билингва]. Dordrecht [Голландия]: «Wagner en Van Santen», 2001.

8. Новые стихотворения. СПб.: «Звезда», 2002.

9. Неразгаданный рай. СПб.: «Звезда», 2004.

10. Н. Л. Уперс. Апокрифы Феогнида. Подгот. текста и примеч. Алексея Пурина. СПб.: «Пушкинский фонд», 2005.

11. Сочинения Алексея Пурина (1): Архаика / Евразия. СПб.: «Звезда», 2005.

12. Почтовый голубь. Париж-СПб.: «Голубой айсберг», 2005. 

13. Сочинения Алексея Пурина (2): Новые стихотворения (Три книги стихов). Райнер Мария Рильке. Сонеты к Орфею. Перевод с немецкого и примеч. Алексея Пурина. СПб.: «Звезда», 2006.

14. Н. Л. Уперс. Апокрифы Феогнида. Несобранное. Изд. подготовил Алексей Пурин. СПб.: «Звезда», 2007.

15. Долина царей: Шестая книга стихов. СПб.: «Звезда», 2010.

##### Коллективные книги
1. См.: Книги-1.

2. Автограф. Вып. 6: Д. Датешидзе, А. Машевский, А. Пурин. СПб.: Минитипография «Знак», 2002 [рукописные тексты].

##### Публикации
1. Первая встреча [сборник]. Л.,1980, три ст-ния.

2. Молодой Ленинград. Л., 1981, два ст-ния.

3. Сельская молодёжь, 1983, № 2, одно ст-ние.

4. Аврора, 1983, № 5, пять ст-ний. Предисл. А. Кушнера.

5. Невские просторы [сборник]. Л., 1986, пять ст-ний.

6. Аврора, 1987, № 6, пять ст-ний.

7. Нева, 1988, № 11, три ст-ния. Предисл. А. Кушнера.

8. Молодой Ленинград. Л., 1989, двенадцать ст-ний.

9. День поэзии. Л., 1989, два ст-ния.

10. Мост: Молодые поэты Тбилиси и Ленинграда. Тбилиси, 1990, шесть ст-ний.

11. Аврора, 1990, № 11, четыре ст-ния.

12. Звезда, 1991, № 1, Евразия [двенадцать ст-ний].

13. Нива, № 3, февраль 1991, Евразия [три ст-ния]. Предисл. А. Машевского.

14. Литератор, № 6 (60), февраль 1991, три ст-ния.

15. Искусство Ленинграда, 1991, № 4, Из книги «Апокрифы Феогнида» [три ст-ния].

16. Смена, 27 июля 1991, девятнадцать ст-ний. Предисл. В. Топорова.

16а. То же — Поздние петербуржцы: Поэтическая антология. СПб., 1995.

17. Звезда, 1993, № 2, Евразия [восемь ст-ний].

18. Urbi, 1993, выпуск 3, Нижегородские ахи [восемь ст-ний].

19. Волга, 1994, № 2, Нижегородские ахи [семь ст-ний].

20. Звезда, 1994, № 4, пять ст-ний.

21. Октябрь, 1994, № 12, Письма вслепую [восемь ст-ний].

22. Согласие, 1995, № 30 (февраль), Арии на закате тысячелетия [четырнадцать ст-ний].

23. Постскриптум, 1995, № 2, Арии на закате [семь ст-ний].

24. Звезда, 1995, № 6, Пейзаж за стеклом [семь ст-ний].

25. Новый мир, 1995, № 7, Осязание [пятнадцать ст-ний].

26. Октябрь, 1995, № 9, Мнимые летние дни [семь ст-ний].

27. Urbi, 1995, выпуск 5, Апокрифы Феогнида [предисловие и 62 фрагмента].

28. Постскриптум, 1996, № 2, Апостериори [одиннадцать ст-ний].

29. Постскриптум, 1996, № 1, Апокрифы Феогнида [106 фрагментов и постскриптум].

30. Риск, 1996, № 2, Апокрифы Феогнида [полный текст].

31. Urbi, 1996, выпуск 8, Таро [двадцать два ст-ния].

32. Октябрь, 1996, № 11, пять ст-ний.

33. Винницкий бульвар [газета], 1997, № 8, Апокрифическое [«пиратская» публикация двух фрагментов «Апокрифов Феогнида»]. Под именем «Андрей Коновалов».

34. Звезда, 1997, № 3, Сентиментальное путешествие [одно ст-ние].

35. Новый мир, 1997, № 3, Среди чухонского мороза [пять ст-ний].

36. Арион, 1997, № 3(15), Из цикла «Охотники на снегу» [восемь ст-ний].

37. Октябрь, 1997, № 10, Золочёное выцвело слово… [десять ст-ний].

38. Звезда, 1998, № 12, семь ст-ний.

39. Новый мир, 1999, № 7, Адресат [одиннадцать ст-ний].

40. Октябрь, 1999, № 10, Вечные фабулы [восемь ст-ний].

41. Арион, 1999, № 3, Римским летом [десять ст-ний].

42. Звезда, 1999, № 12, Варварские сонеты [восемь ст-ний].

43. Genius loci: Поэтический фестиваль [сборник]. М., 1999, четыре ст-ния.

44. Царское Село в поэзии: 122 поэта о Городе Муз: 1750—2000: Антология. СПб., 2000, два ст-ния.

45. Urbi, 2000, выпуск 24, Второе рождение [поэма]. Автор — «Николай Уперс».

46. В. В. Набоков: pro et contra. Антология. Т. 2. СПб.: Изд. РГХУ, 2001. [одно ст-ние].

47. Поэты о Репине / Dichters over Repin. Groningen: Passage, 2002 [одно ст-ние].

48. Звезда, 2002, № 5 [семь ст-ний].

49. Folio verso: Вечер поэзии. СПб., 2002, девять ст-ний. 

50. Urbi, 2002, вып. 36-38, Новонайденные стихотворения Себастьяна Найта, три ст-ния.

51. Духовная миссия: живопись, поэзия. СПб., 2002, семь ст-ний.

52. Урал, 2002, № 5, одно ст-ние.

53. Новый мир, 2002, № 9, семь ст-ний.

54. Город-текст: Петербург в стихах петербургских поэтов [антология]. (Русская библиотека Толстовского фонда). Мюнхен, 2002, пять ст-ний.

55. Арион, 2003, № 2, два ст-ния.

56. Новая камера хранения. СПб., 2004, одно ст-ние.

57. Звезда, 2005, № 9, семь стих-ний и два перевода из Рильке.

58. Квир, 2005, № 27, четырнадцать сонетов Уперса.

59. Сергей Головач. Евразия: Фотографии. Париж: «Голубой айсберг», 2005, два стих-ния.

60. Век XXI [Альманах, Германия], 2006, № 5, тринадцать ст-ний.

61. Квир, 2006, № 35, Второе рождение — поэма Уперса.

62. Дмитрий Бураго. Город. СПб., 2007, два ст-ния.

63. Звезда, 2007, № 7, семь сти-ний.

64. Век XX [альманах, Германия], 2007, № 7, тринадцать ст-ний.

65. Звезда, 2007, № 10, одно ст-ние.

66. Новая демократия (Харьков), 12 октября 2007, одно ст-ние.

67. Новая демократия (Харьков), 26 октября 2007, одиннадцать ст-ний.

68. Диалог (По материалам международного русско-грузинского поэтического фестиваля). Тбилиси, 2007, пять ст-ний.

69. Автограф времени:1996-2006. Перечитывая заново. [СПб.]: Изд. Гороховского, одно ст-ние.

70. Новый мир, 2008, № 8, шесть ст-ний.

71. Знамя, 2008, № 10, тринадцать ст-ний.

72. Арион, 2008, № 3, четыре ст-ния.

73. Новая демократия (Харьков), 29 февраля 2008, одно ст-ние.

74. Венок Борису Рыжему. Екатеринбург, 2008, два ст-ния.

75. Нева, 2009, № 5, тринадцать ст-ний.

76. Звезда, 2009, № 12, одно ст-ние.

77. День поэзии-2009. М.-Воронеж, 2009, два ст-ния.

78. Знамя, 2010, № 4, девять ст-ний.

79. Аничков мост: Современные поэты о Петербурге. СПб., 2010, четыре ст-ния.

80. Санкт-Петербургские ведомости, 27 октября 2010, одно ст-ние.

81. Пушкинский въезд. Альманах. Харьков, 2010, № 1, пятнадцать ст-ний.

82. Сб. стихотв. участников Международного фестиваля поэзии им. Б. А. Чичибабина. Харьков, 2011, двенадцать ст-ний.

83. Новый мир, 2011, № 9, одиннадцать ст-ний.

84. Знамя, 2011, № 10, семнадцать ст-ний.

85. Вестник Европы, 2011, № 31-32, четыре ст-ния.

#### Переводы

##### Книги
1. * Мартинус Нейхоф. Стихотворения / Martinus Nijhoff. Gedichten [билингва]. Пер. с голландского К. Верхейла, И. Михайловой и А. Пурина. СПб.: «Звезда», 1999. 

2. * Мартинус Нейхоф. Перо на бумаге. Паром. Аватер / Martinus Nijhoff. De pen op papier. Het veer. Awater [билингва]. Пер. с голландского, предисл. и примеч. И. Михайловой и А. Пурина. СПб.: «Звезда», 2000.

3. См.: Стихотворения/Книги-6.

4. * Мартинус Нейхоф. О собственном творчествею Время «Ч» / Martinus Nijhoff. Over eigen werk. Het uur u [билингва]. Пер. с голл. И. Михайловой и А. Пурина. СПб.: «Звезда», 2001.

5. * Мартинус Нейхоф. Новые стихотворения / Martinus Nijhoff. Nieuwe gedichten [билингва]. Пер. с голл. И. Михайловой и А. Пурина. СПб.: «Звезда», 2002.

6. Любовные позиции эпохи Возрождения [перевод сонетов Пьетро Аретино «Способы»]. СПб.: «Продолжение жизни», 2002.
6а. То же — Всеобщая история нравов народов мира. М.: Эксмо, 2007.

7. Рильке Р.-М. Сонеты к Орфею. Пер. с нем. А. Пурина. СПб.: «Азбука», 2002.

8. Мартинус Нейхоф. Перо на бумаге: Стихотворения, поэмы, проза. Пер. с голл. Кейса Верхейла, Ирины Михайловой и Алексея Пурина. СПб.: «Филол. фак-т СПбГУ», 2003.

9. * Я. Х. Леополд. Стихи / J. H. Leopold. Verzen [билингва]. Пер. с голл. И. Михайловой и А. Пурина. СПб.: «Голландский институт», 2004.

10. Я. Х. Леополд. Стихи. Пер. с голл. И. Михайловой и А. Пурина. СПб.: «Филол. фак-т СПбГУ», 2005.

11. Гвидо Гезелле. Если сердце слышит: Стихи проза / Guido Gezelle. Als de ziele luistert: Gedichten en Proza. Пер. с голл. И. Михайловой и А. Пурина. СПб.: «Филол. фак-т СПбГУ», 2006.
12. См. : Iаа-13.

13. Геррит Ахтерберг. «Ода Гааге» и другие стихотворения. Пер. с голл. И. Михайловой и А. Пурина. СПб.: «Филол. фак-т СПбГУ», 2007.

##### Публикации
1. Иностранная литература, 1991, № 11, переводы с чешского — ?.

2. Арс, 1992, выпуск «Бездна», Из глубины [предисловие и три перевода с нем. из Георга Тракля, Готфрида Бенна и Вильгельма Клемма]. Под псевдонимом «А. Олин».

3. Звезда, 1992, № 8, восемь переводов из Георга Гейма, Георга Тракля и Готфрида Бенна.

4. Георг Тракль. Стихотворения, проза, письма. СПб., 1996, четыре перевода. Один из переводов под псевдонимом «А. Олин».
4а. То же — 2-е стереотипное издание. СПб., 2000.

5. Звезда, 1998, № 6, Мартинус Нейхоф. Стихотворения [двенадцать переводов и предисловие]. В соавторстве с И. Михайловой.

6. Звезда, 1999, № 2, Райнер Мария Рильке. Сонеты к Орфею. Часть первая [с предисловием и комментариями].

7. Арион, 1999, № 1, Мартинус Нейхоф. Ни свет ни заря [восемь переводов с предисловием]. В соавторстве с И. Михайловой.

8. Giacomo Leopardi. Canti. Bologna, 1999, один перевод.

9. Urbi, 2000, выпуск 24, два перевода из Райнера Мария Рильке.

10. Звезда, 2000, № 5, Мартинус Нейхоф. Перо на бумаге. Паром. Аватер [с предисловием и комментарием]. В соавторстве с И. Михайловой.

11. Новое русское слово (Нью-Йорк), 25-26 ноября 2000, Райнер Мария Рильке. Из «Сонетов к Орфею» [восемь переводов].

12. Перевод и переводчики: Научный альманах, выпуск 1 (Р. М. Рильке). Магадан, 2000, один перевод из Рильке.

13. Звезда, 2000, № 12, Райнер Мария Рильке. Орфей. Эвридика. Гермес.

14. Р. Р. Чайковский, Е. Л. Лысенкова. Неисчерпаемость оригинала: 100 переводов «Пантеры» Р.-М. Рильке… Магадан: «Кордис», 2001, один перевод.

15. Звезда, 2002, № 2, Мартинус Нейхоф. Время «Ч». О собственном творчестве[с предисл. и коммент.]. В соавторстве с И. Михайловой.

16. Перевод и переводчики: Научный альманах. Вып. 2 (Э.-М. Ремарк). Магадан: «Кордис», 2001, один перевод.

17. 300 лет вместе: Санкт-Петербург и немцы. СПб.: «Академический проект», 2002, три перевода из У. Шахта и Х. Шаллер.

18. Звезда, 2003, № 9, семь пер. из Рене Пютхаара.

19. Звезда, 2003, № 12, три пер. из Рильке.

20. Звезда, 2005, № 7, десять пер. из Я. Х. Леополда, предисл. В соавторстве с И. Михайловой.

21. См.: Iab-57, два пер. из Рильке.

22. Новый берег, 2005, № 10, Хеопс Я. Х. Леополда.

23. Зарубежные записки, 2006, № 4, пер. из Ф. Гёльдерлина (2), С. Георге (2), Г. Бенна (1), Г. Тракля (3), Э.-М. Ремарка (1), Х. Тиля (1).

24. Зарубежные записки, 2007, № 10, шесть пер. из Г. Гезелле. В соавт. с И. Михайловой.

25. Арион, 2008, № 1, Автодром Г. Ахтерберга. В соавт. с И. Михайловой.

26. Зарубежные записки, 2008, № 14, пер. из Гуго фон Гофмансталя (1), Готфрида Бенна (5) и Пауля Целана (1).

27. Новый берег, 2008, № 22, Баллада о газовщике Г. Ахтерберга. В соавт. с И. Михайловой.

28. Готфрид Бенн. Двойная жизнь: Проза, эссе, избранные стихи. Аугсбург-М., два пер. 

29. Звезда, 2010, № 4, девять пер. из Обэ Постмы. В соавт. с И. Михайловой.

30. Другой гид. Париж, 2010, № 12, три пер. из Ф. Гельдерлина.

31. Сеанс, 2011, № 47-48, два пер. из Г. Грюндгенса.

### Переводы стихов на иностранные языки

#### Книги
1.См.: пункт Стихотворения/Книги-7.

#### Публикации
1. De nieuwe Petersburgers in de poezie [брошюра]. Rotterdam, 1997, одно ст-ние. Переводчик — Hans Boland.

2. Optima, 1997, № 54 [журнал, Амстердам], десять ст-ний. Переводчик — Hans Boland.

3. Ritmica [университетский журнал, Рим], [б. г.], одно ст-ние.

4. La letteratura contemporanea sulle rive della Neva [брошюра, билингва]. Bologna, 1998, семь ст-ний. Переводчик — Donatella Possamai.

5. Bolletario: Quadrimestrale di scrittura e critica, 1997/1998, № 24/27 [журнал, Модена, Италия, билингва], три ст-ния. Переводчик — D. Possamai.

6. Dekada literacka, 31. 10. 1999 [газета, Краков, Польша], одно ст-ние. Переводчик — Tadeusz Lubelski.

7. Spiegel van de Russische poёzie van de twaalfde eeuw tot heden [антология русской поэзии с XII в. до наших дней]. Аmsterdam, 2000, три ст-ния. Переводчик — Hans Boland.

8. Crossing Centuries: The New Generation in Russian Poetry [антология]. Jersey City, New Jersey, 2000, два ст-ния. Переводчик — Vitaly Chernetsky.

9. 32-e Poetry International Festival [брошюра, билингва], Rotterdam, 2001, семь ст-ний. Переводчик — Hans Boland.

10. То же. Перевод на английский — Richard McKane.

11. См.: Iab-46, одно ст-ние в переводе Anne Stoffel.

12. Poesie 1: le magazine de la poesie. No. 28 (dec. 2001), два ст-ния в переводе Helene Henry. 13. Nur Sterne des Alls / Там звезды одне [антология], Koeln/Frankfurt am Main, 2002, четыре ст-ния в переводе Bettina Specht.

14. Ars-Interpres Annal. [New York — Moskow — Stokholm], № 1, 2003, три ст-ния в пер. R. McKane.

15. LRS Lettres russes / Русская литература. Revue bilingue. [Paris], № 32, 2003, четыре ст-ния в пер. К. Зейтунян-Белоус.

16. Der dunkle Blick, der in mir wohnt: Poesie aus Russland im Handpressendruck… Berlin-Leipzig: Edition Bergemuehle, 2004 [99 numer. exempl.], одно ст-ние, пер. Ernest Wichner.

17. Leb wohl lila Sommer: Gedichte aus Russland. Heidelberg, 2004, девять ст-ний в пер. Sylvia Geist, Sabine Kuechler, Gregor Laschen, Hans Tnill, Ernest Wichner.

18. Ars Interpres, № 4-5, одно ст-ние в пер. R. McKane.

19. Der Knabe singts in Wunderhorn: Romantik heute. [сборник] Heidelberg, 2006, одно ст-ние в пер. Matthias Jacob.

20. Birz’elio sodai ’06. [сборник] Kintava, 2006 (Литва), пять ст-ний в пер. на литовский Regina Katinaite-Lumpickiene.

21. Vom Ohenbeben zu Edenkoben. Heidelberg: Wunderhorn, 2007, одно ст-ние в пер. на нём. Matthias Jacob.

22. Ars Interpres, № 8-9, три ст-ния в пер. на фр. Ю. Истоминой.

23. Ze kwamen om een — dichter te zien. Wagner en Van Santen [Нидерланды], 2009 [брошюра и CD-set], одно ст-ние в пер. Х. Боланда.

24. 120 сторінок Содому: Сучастна світова лесбi/гей/бi література. Квір-антологія. Киів, 2009, девять ст-ний в пер. Ирины Шуваловой.

25. Antologia di poesia LGBT russa contemporanea. [Интернет] Собрал Massimo Maurizio. Пять ст-ний в пер. на итал.

26. ??? Пять ст-ний в пер. на румынский ??? 

27. Venezia parodiso ritrovato / Венеция — обретённый рай. Италия, 2011, одно ст-ние в пер.

### Эссе, статьи, рецензии, выступления

#### Книги
1. Воспоминания о Евтерпе. СПб.: «Звезда», 1996. Далее — ВоЕ. 

2. Утраченные аллюзии. СПб.: «Звезда», 2001. Далее — УА. 

3. Листья, цвет и ветка. О русской поэзии XX века. СПб.: «Звезда», 2010.

#### Публикации
1. Литературная Россия, 22 мая 1987, Мир удивить ошибками настало молодым… [круглый стол]. 

2. Литературная газета, 11 июля 1990, Потешные полки — ВоЕ.

3. Звезда, 1990, № 10, Двойная тень. Заметки о поэзии М. Кузмина — ВоЕ.

4. Нева, 1990, № 12, Сергей Носов. Внизу, под звёздами [рецензия].

5. Нева, 1991, № 2, Жизнь и творчество О. Э. Мандельштама [рецензия].

6. Искусство Ленинграда, 1991, № 4, Разговоры о непристойном [диалог с Н. Кононовым].

7. Нива, май 1991, № 7, Василий Тредиаковский — УА.

8. Искусство Ленинграда, 1991, № 8, Тот Август — ВоЕ.

8а. То же — Русская поэзия: год 1921. Даугавпилс, 2001, под назв. «Стихотворение Осипа Мандельштама „Концерт на вокзале“, или Ночной смотр русской поэзии». 9. Нева, 1991, № 8, Пиротехник, или Романтическое сознание — ВоЕ.

10. Нева, 1991, № 9, Серебряный век. Мемуары [рецензия].

11. Звезда, 1991, № 9, Прощание с гипсовым кубом — ВоЕ. Переведено на чешский в кн.: Jurij Karabcijevskij. Vzkriseni Majakovskeho. Praha: Art slovo, 2002 [послесловие].

12. Нева, 1992, № 1, Латинский квартал: Стихи студентов и выпускников Лит. института… [рецензия].

13. Литературная газета, 24 июня 1992, Краткий курс лирической энтомологии — ВоЕ.

13а. То же — Газета «Литература», 2010, № 4.

14. Литературная газета, 16 сентября 1992, Свобода от свободы, или Стихотворство на современном этапе — ВоЕ. Переведено на английский: Russuan Studies in Literature. A Journal of Translations. Vol. 29, no. 4, Ed. by G. Kruzhkov. M. E. Sharpe, New York, 1993.

15. Звезда, 1992, № 10, Такая Цветаева — ВоЕ.

16. Новый мир, 1993, № 2, Набоков и Евтерпа — ВоЕ.

17. Urbi, 1993, выпуск 4, Златое безмыслие, или Морское кладбище русской поэзии — ВоЕ.

18. Новый мир, 1993, № 8, Опыты Константина Вагинова — ВоЕ.

19. Волга, 1993, № 8, Между мифом и стилем: Две штудии — ВоЕ.

20. Литературная газета, 22 сентября 1993, В тени урны: О книгах живых и мёртвых — ВоЕ.

21. Н. Заболоцкий. Столбцы: Столбцы, стихотворения, поэмы. Сост., предисл. и примеч. А. Пурина. СПб.: «Северо-Запад», 1993, Метаморфозы гармонии [предисловие] — ВоЕ.

21а. То же — Волга, 1994, № 3-4.

22. М. Кузмин. Подземные ручьи: Избранная проза. Сост., послесл. и примеч. А. Пурина. СПб.: «Северо-Запад», 1994, О прекрасной ясности герметизма [послесловие] — ВоЕ.

23. Арс, 1994, № 1 (выпуск «Дома у Пушкина»), Все дальше — все ближе… — УА.

24. Нева, 1994, № 1, Алексей Машевский. Две книги [рецензия]- ВоЕ.

25. Нева, 1994, № 3, Николай Кононов. Пловец. Виктор Кривулин. Концерт по заявкам. Игорь Померанцев. Стихи разных дней — ВоЕ. Александр Скидан. Делириум [рецензии].

26. Нева, 1994, № 5-6, Большая Морская — ВоЕ.

26a. То же — Невское время, 9 июля 1994 [сокр.]. 

26b. То же — Круг чтения, 1998, выпуск 6 [сокр.].

26c. То же — Набоковский вестник, выпуск 3. СПб., 1999 [сокр. и искаж.].

26d. То же — Автограф времени. Вып. 1(8). СПб.: «Всемирный клуб петербуржцев», 2004.

27. Новый мир, 1994, № 7, Письма по телефону, или Поэзия на закате столетия [диалог с А. Машевским. 

28. Новый мир, 1994, № 11, Архивисты и новаторы — ВоЕ.

29. Новый мир, 1994, № 12, Предсказание избранности [рецезия на книги Е. Рейна] — ВоЕ.

30. В. Хазин, К. Кобрин. Подлинные приключения на вымышленных территориях. Н. Новгород, 1995, Новая Зембла, или Villa Borgese [послесловие] — УА.

31. Вопросы литературы, 1995, № 3, Смысл и заумь — ВоЕ.

32. Петербургский телеграф, 1-8 марта 1995, Русское Зарубежье в «Звезде». Поэт эмиграции Георгий Иванов [рецензии].

33. Новый мир, 1995, № 6, Поэт эмиграции: Георгий Иванов. Собр. соч. в трёх томах [рецензия] — ВоЕ.

34. Петербургский телеграф, апрель-май 1995, О водке, геральдике и Атлантическом союзе: В. В. Похлебкин. Словарь международной символики и эмблематики [рецензия].

35. Там же — Игры с любовью: Джон Фаулз. Волхв. Витольд Гомбрович. Порнография [рецензия] — ВоЕ.

35а. То же — Нева, 1995, № 8.

36. Петербургский телеграф, июнь 1995, Полстолетия + пятилетка [о юбилее И. Бродского] — УА.

37. Звезда, 1995, № 7, Конец штиля: О культурологии Б. М. Парамонова — ВоЕ.

38. Нева, 1995, № 12, Журнал поэзии [рецензия].

39. Невское время, 10 января 1996, Плоды Мнемосины: Вяч. Вс. Иванов. Голубой зверь. — УА. Д. А. Толстой. Для чего все это было [рецензия]. Под псевдонимом «Ник. Огнито».

40. Новый мир, 1996, № 2, Царь-книжка — ВоЕ.

41. Иннокентий Анненский и русская культура XX века [сборник статей]. СПб., 1996, Недоумение и Тоска — УА.

41а. То же — Постскриптум, 1998, № 3(11).

42. Нева, 1996, N 5, Р. М. Рильке. Собрание стихотворений [рецензия] — УА.

43. Новый мир, 1997, № 2, Форель разбила лёд?: М. Кузмин. Стихотворения (Новая БП, БС) [рецензия] — УА.

44. Знамя, 1997, № 4, Лицо под маской [рецензия на стихи А. Шаталова].

45. Вера Крутилина. Мимические скобки: Стихотворения. Киев, 1997, предисловие.

46. Октябрь, 1997, № 5, Утраченные аллюзии [фрагменты] — УА.

47. Постскриптум, 1997, № 3(8), Утраченные аллюзии [фрагменты] — УА.

48. Питерbookплюс, 1998, № 7, Утраченные аллюзии [фрагмент] — УА.

49. Постскриптум, 1998, № 1(9), Лирика Гвидо Рени — УА.

50. Невское время, 15 мая 1998, В пустыне чахлой и скупой… [круглый стол].

50а. То же — Литературная газета, 17 июня 1998.

51. Невское время, 24 июля 1998, Для меня Бог всегда был мужчиной… [круглый стол].

51а. То же — Литературная газета, 20-26 октября 1999.

52. Арион, 1998, № 2, Свет и сумерки Александра Кушнера — УА.

53. Вопросы литературы, 1998, № 2, Как и многим другим поколениям… [ответы на вопросы] — УА.

54. Литературная газета, 17 июня 1998, «Северная Пальмира»-98.

55. Svenska Dagbladet, 10. 06. 1999, Svenska poeter imponerade pa russar (на шведском, как пересказ письма Бенгту Янгфельдту).

56. Вопросы литературы, 1999, № 3, Невская перспектива [диалог с А. Машевским].

57. Октябрь, 2000, № 1, Взгляд на город, похожий на Петербург.

58. Кейс Верхейл. Вилла Бермонд. СПб., 2000, Кейс Верхейл и его книга [предисловие].

59. Перевод и переводчики: Научный альманах, выпуск 1 (Р. М Рильке). Магадан, 2000, ответы на вопросы.

59а. То же — У. Л. Лысенкова. За строкой перевода. Магадан: «Кордис», 2002.

60. Звезда, 2001, № 7, Памяти Бориса Рыжего.

61. Ночной портье, 2002, № 1, врезка к фото П. Васильева.

62. Ночной портье, 2002, № 3, врезка к фото П. Васильева.

63. Ночной портье, 2002, № 4, врезка к фото П. Васильева.

64. Невское время, 24 мая 2002, Уроки ясновидения [о книге С. Лурье].

65. Невское время, 7 июня 2002, интервью с В. Поповым.

65а. То же — Правое дело, 2002, № 35(53).

65в. То же (расширенный вариант) — Звезда, 2002, № 11.

66. Тебе, Петербург, 2003, вып. 7. Диалог с А. Машевским.

67. Правое дело, 2003, 8. «Свет, питающийся светом».

68. Правое дело, 2003, 10. «Больше чёрного горя, поэт».

69. Г. Трифонов. Два концерта Джорджа Баланчина. СПб., 2004. Антиной во льду, или Мир Геннадия Трифонова [послесл.] 

70. World Literature Today, January-April 2005 (USA). Music Alone: On the Poetry of Boris Ryzhy [на англ.].

71. Славянские чтения, IV. Даугавпилс-Резекне, 2005 — О стихотворении Бенедикта Лившица «Чего хотел он, отрок безбородый…».

72. Студенческий меридиан, 2006, ноябрь. «И во взоре было нечто» (*правильно: «Чтобы во вздоре было нечно божественное»). Интервью, данное А. Иконникову-Галицкому.

73. Новая демократия (Харьков), № 52, декабрь 2008. «Незамеченная земля». К вопросу о тютчевском патриотизме. 

74. То же — Федор Тютчев. Стихотворения. М.: Эксмо, 2009.

75. Русский клуб (Тбилиси), № 11, 2009, «Гурман от литературы». Интервью, данное Нине Цитланадзе.

76. Нева, 2010, № 11, ответ на анкету о Блоке.

77. «Трагический тенор эпохи» — Александр Блок. «О, я хочу безумно жить». М.: ДИЛ, Астрель, 2010. Предисловие [и составление] А. Пурина (составителем ошибочно указан А. Дмитриев).

### Основные рецензии на книги и произведения А. Пурина
1. И. Роднянская. Назад — к Орфею! — Новый мир, № 3, 1988.

2. Е. Невзглядова. Дебют. — Литературная газета, 27 апреля 1988.

3. С. Надежкин. Великолепная семёрка. — Смена, 15 сентября 1988.

4. Г. Гампер. Встретиться надо было раньше! — Нева, № 11, 1988.

5. К. Кобрин. To Love Morituros. — Волга, № 7, 1990.

6. В. Курицын. Двойные звезды. — Сегодня, 20 августа 1994.

7. В. Топоров. Скромное обаяние косноязычия. — Смена, 1 сентября 1995.

8. А. Немзер. Мутно небо, ночь мутна. — Сегодня, 13 сентября 1995.

9. Т. Бек. Рождённый после. — Новый мир, № 12, 1995.

10. А. Шаталов. Вечная юность. — Знамя, № 1, 1996.

11. В. Соболь. Труды Феогнида. — Вечерний Петербург, 19 марта 1996.

12. К. Кобрин. Попытка рецензии. — Октябрь, № 7, 1996.

13. А. Е. [рецензия на кн. "Воспоминания о Евтерпе]. — Волга, № 1-2, 1997.

14. Е. Невзглядова. «В блаженном краю, прозаическом и стихотворном». — Новый мир, № 10, 1997.

15. А. Рубашкин. Накинутся и задушат. — Литературная газета, 10 ноября 1997.

16. К. Кобрин. По ту/эту сторону стекла. — Октябрь, № 11, 1997.

17. А. Алов. Новая звезда или неопознанный объект? — Знамя, № 7, 1998.

18. Т. Вольтская. Конец цитаты. — Литературная газета, 26 августа 1998.

19. С. Трунёв. [рецензия на кн. «Архаика»]. — Волга, № 7, 1999.

20. И. Нелин. Алексей Пурин — поэт и публицист. — Нева, № 2, 2000.

21. И. Шайтанов. Метафизика лирики. — Арион, № 4, 2000.

22. А. Машевский. Плоть, ставшая духом. — Новый мир, № 6, 2002.

23. И. Нелин. Золотое царство поэзии. — Октябрь, № 6, 2003.

24. T. Nazarenko [рецензия на кн. «Архаика», на англ.]. — World Literature Today, no. 77: 3-4, October-December 2003.

25. К. Кобрин. К истории одного мемориала. — Арион, № 3, 2004.

26. В. Дегтярев. Орфей, Эвридика и смерть. — Новый мир, № 11, 2004.

27. А. Машевский. История продолжается. — Арион, № 3, 2005.

28. И. Филиппов. Пять переводов одного стихотворения. — Нева, № 7, 2005.

29. Е. Невзглядова. «Влажноголосый гимн Эроту». — Новый мир, № 10, 2007.

30. Е. Васильева. Неразгаданный рай Алексея Пурина. — сайт FolioVerso.

31. А. Вергелис. Точка отчаянья (Алексей Пурин. Долина царей). — сайт FolioVerso.

32. Е. Невзглядова. Алексей Пурин. Листья, цвет и ветка. — Знамя, № 4, 2011.

33. А. Пермяков. Из книжных лавок. — Арион, № 2, 2011.

34. А. Вергелис. VERSUS CONSERVAT OMNIA. — Нева, № 8, 2016.

35. А. Вергелис. Живое и мёртвое. Александр Леонтьев. «Пределы»; Алексей Машевский. «Живое»; Алексей Пурин. «Седьмая книга». — Волга, № 5-6, 2017

36. А. Вергелис. «Ничтожна смерть, сильней любовь моя». Калле Каспер. Песни Орфея. — Волга, № 5-6, 2018
37. А. Вергелис.За душу отвечаешь ты. - Новый мир, 2022/8.